# Municipio de Franklin (condado de Ripley)
El municipio de Franklin (en inglés: Franklin Township) es un municipio ubicado en el condado de Ripley en el estado estadounidense de Indiana. En el año 2010 tenía una población de 3773 habitantes y una densidad poblacional de 39,8 personas por km².

## Geografía
El municipio de Franklin se encuentra ubicado en las coordenadas 39°10′14″N 85°8′28″O / 39.17056, -85.14111. Según la Oficina del Censo de los Estados Unidos, el municipio tiene una superficie total de 94.8 km², de la cual 94,65 km² corresponden a tierra firme y (0,15 %) 0,15 km² es agua.

## Demografía
Según el censo de 2010, había 3773 personas residiendo en el municipio de Franklin. La densidad de población era de 39,8 hab./km². De los 3773 habitantes, el municipio de Franklin estaba compuesto por el 98,57 % blancos, el 0,16 % eran afroamericanos, el 0,13 % eran amerindios, el 0,16 % eran asiáticos, el 0,19 % eran de otras razas y el 0,8 % eran de una mezcla de razas. Del total de la población el 0,87 % eran hispanos o latinos de cualquier raza.